# ایستگاه راه‌آهن هچ اند
ایستگاه هچ اِند
یک ایستگاه از خط بیکرلو و از خطوط متروی لندن است.که در منطقه واتفورد قرار دارد .

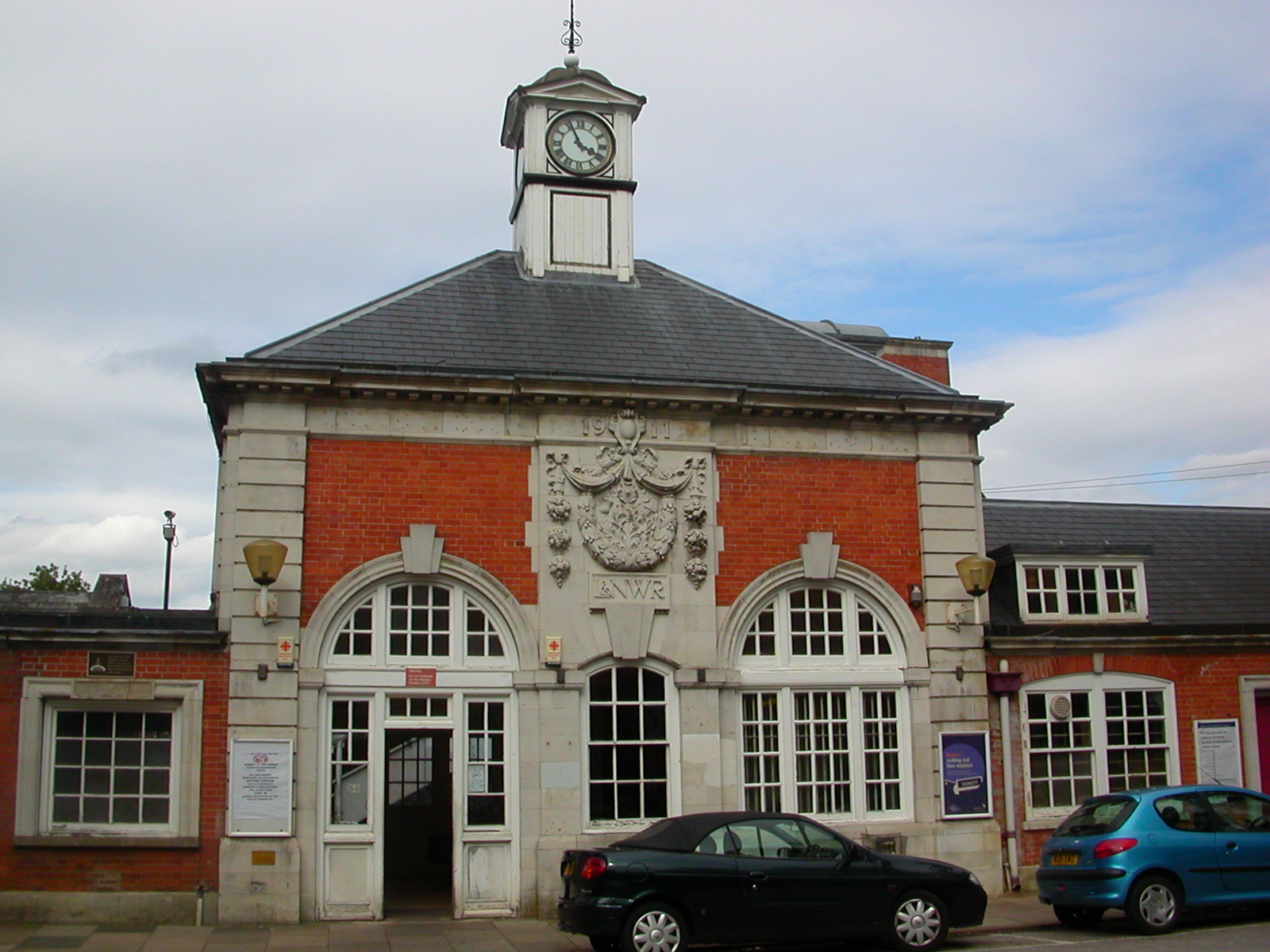
ورودی ایستگاه

## نگارخانه

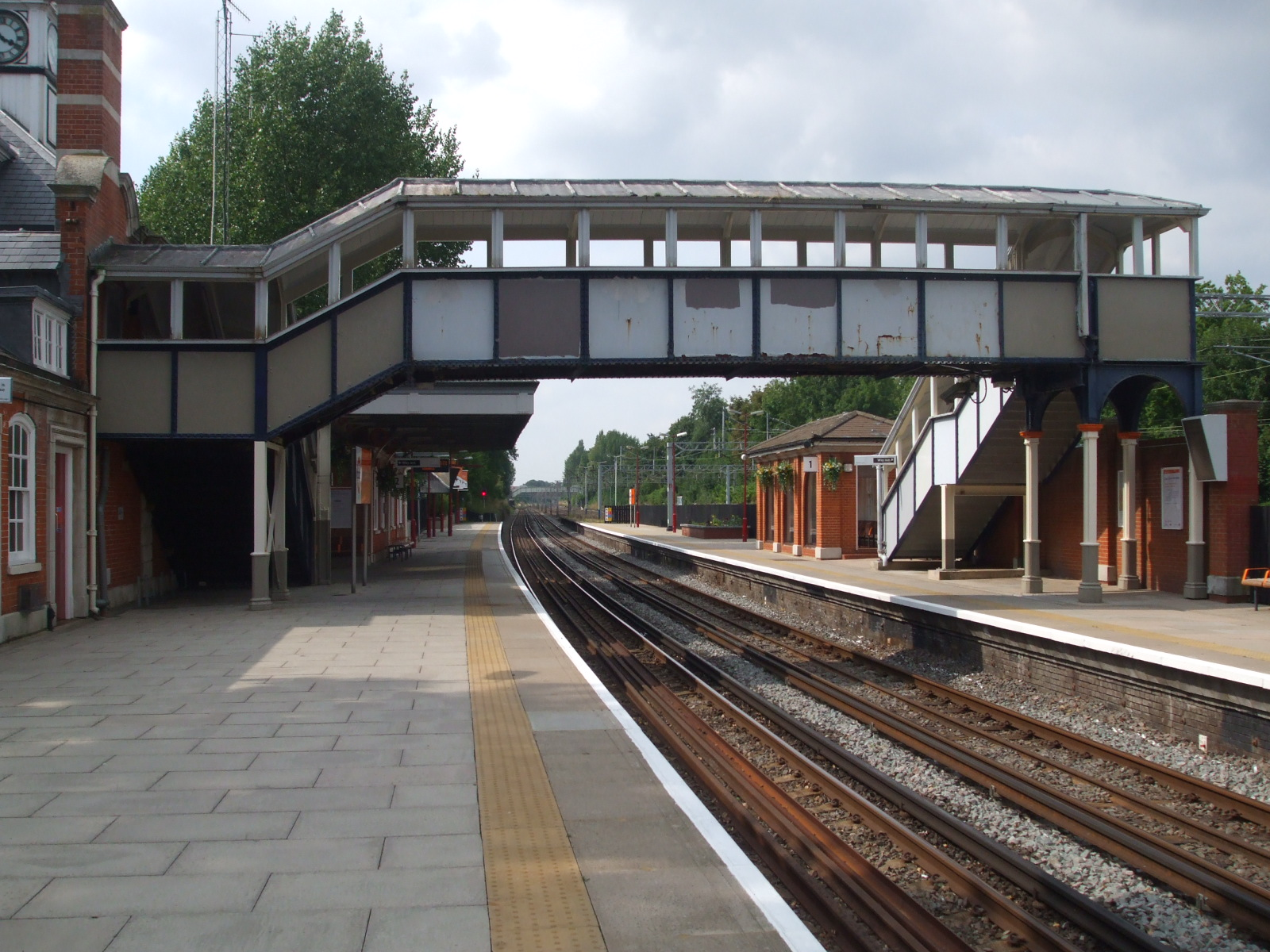
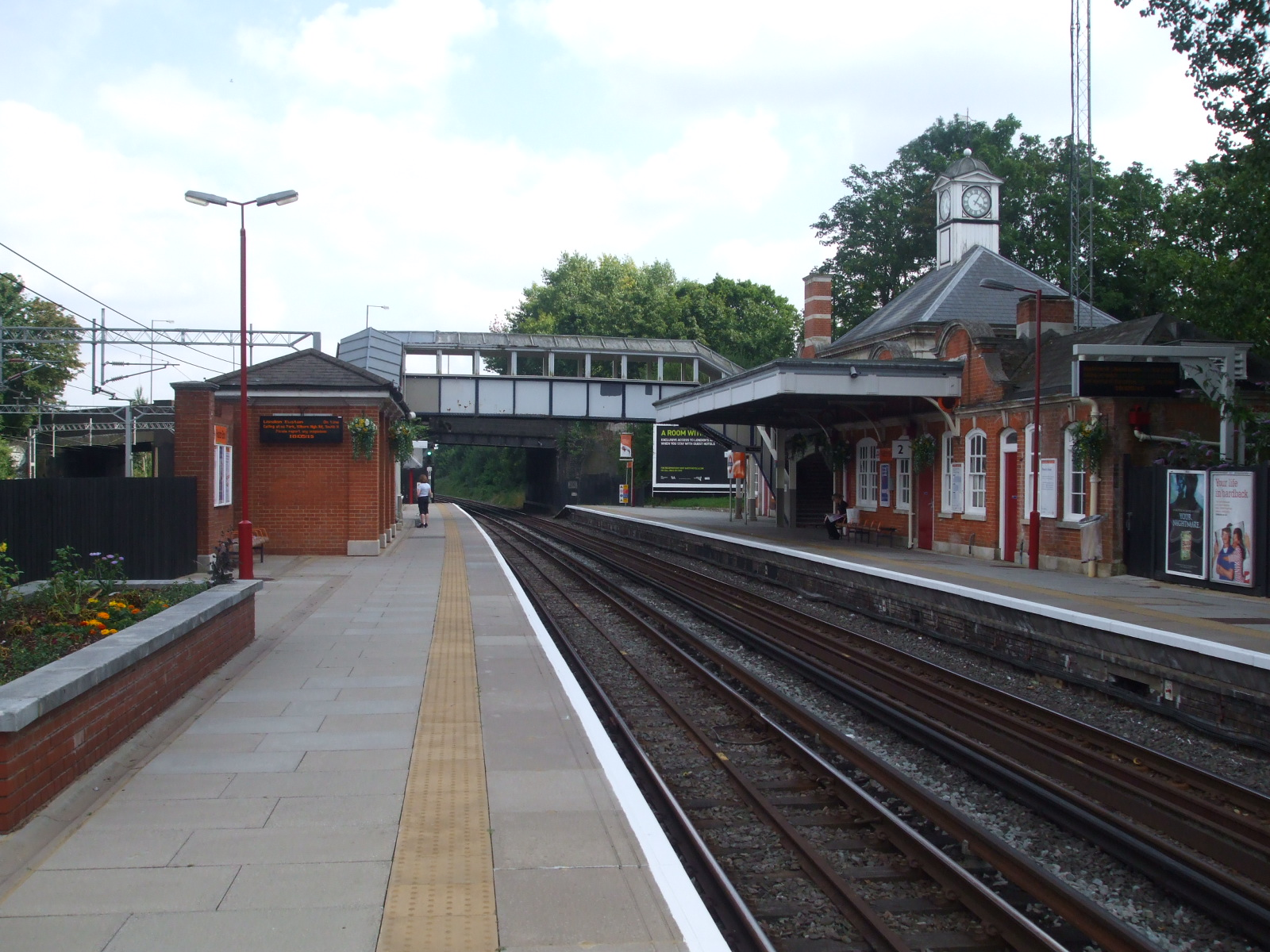
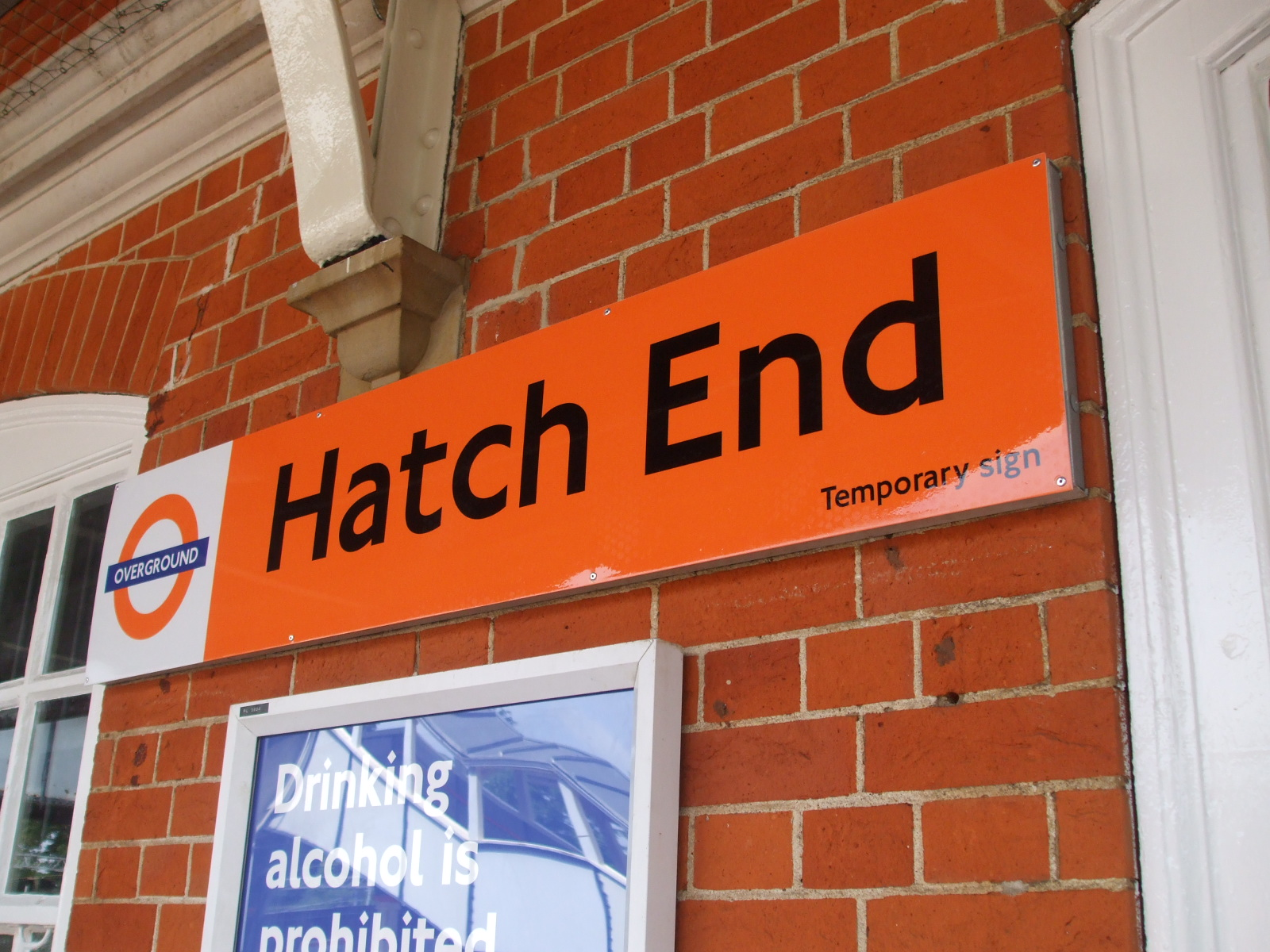
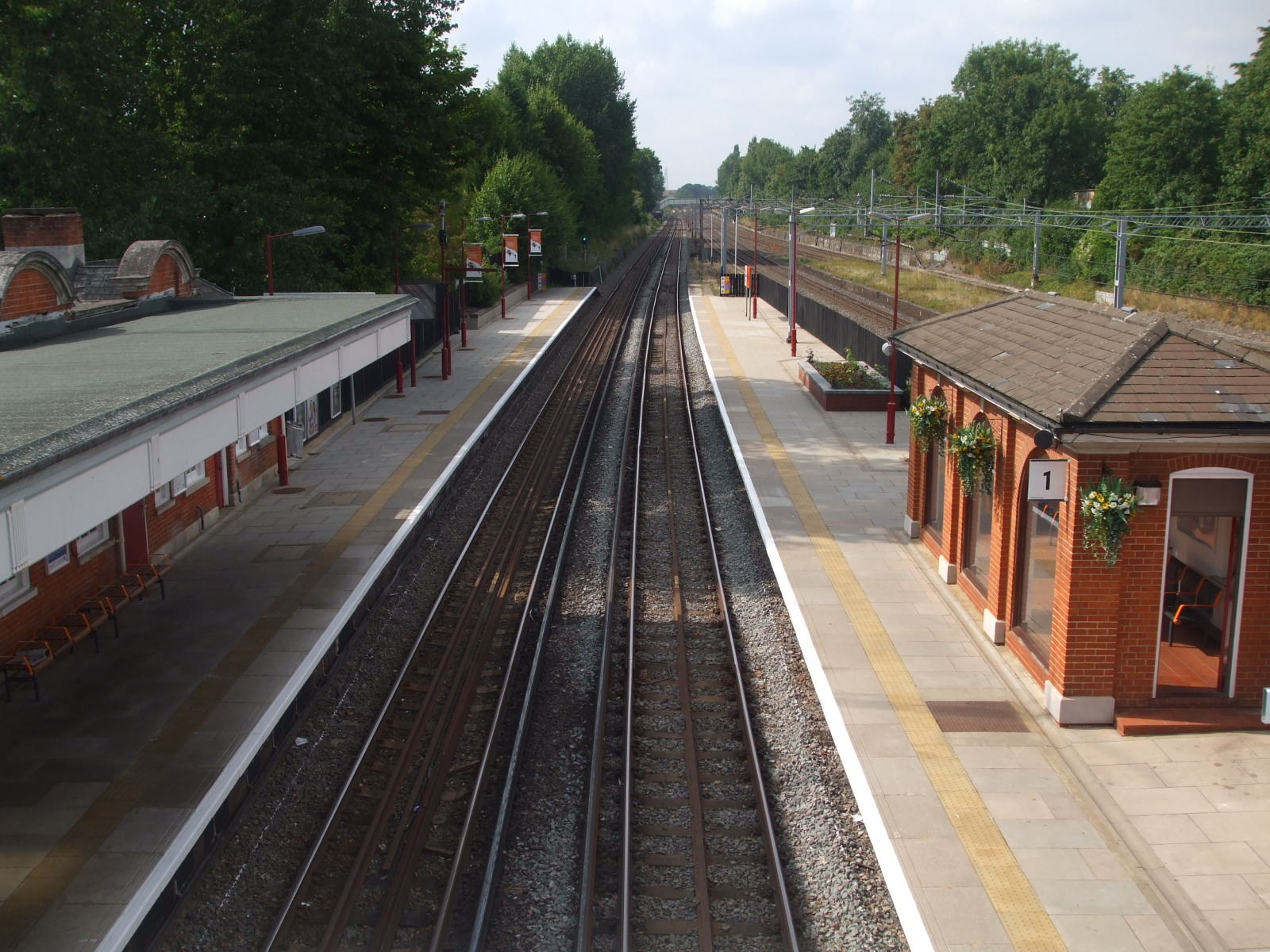
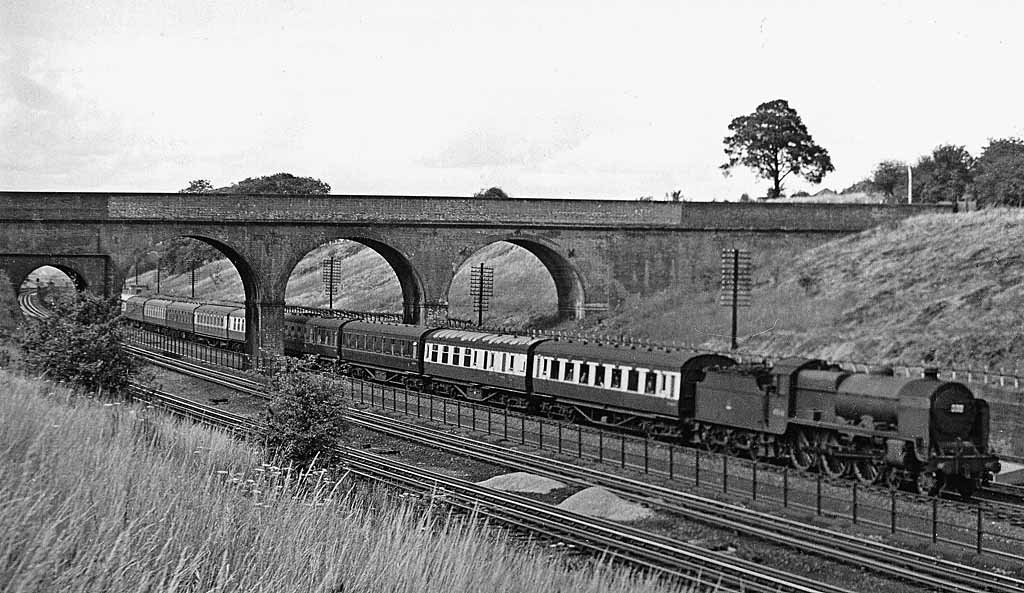
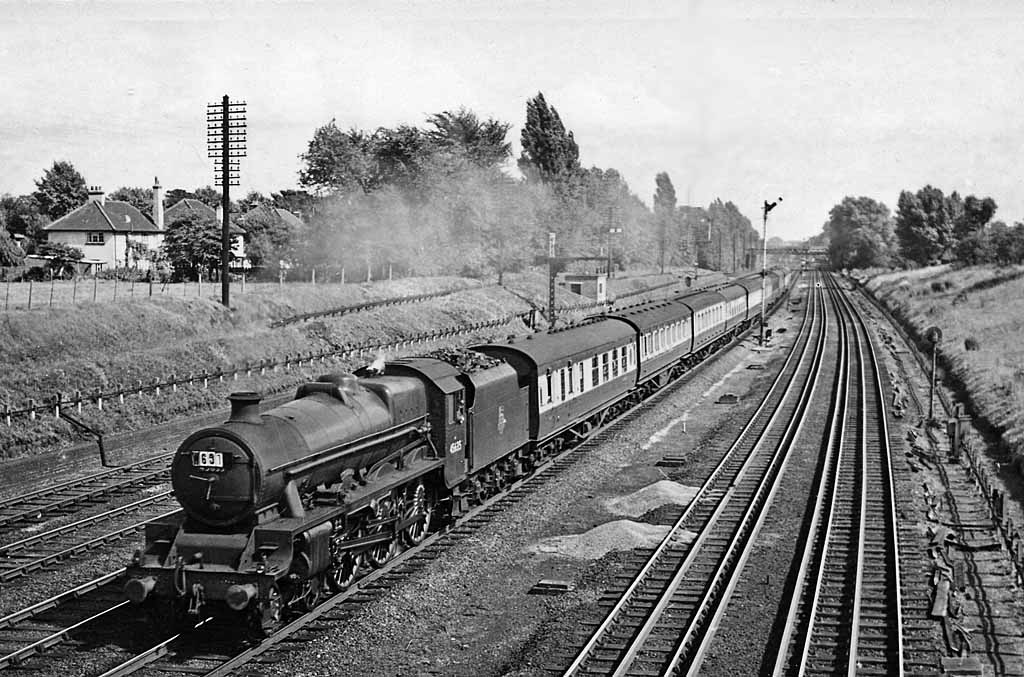
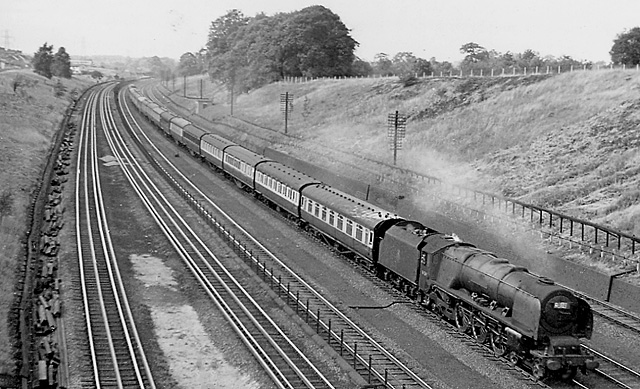